# 李元淳
李元淳（739年—804年）。原名李长荣，唐朝沙州敦煌县人。
李长荣开始在淮南节度使王玙麾下，唐肃宗上元二年（761年），平定袁晁有功，兼任杭州别驾。唐德宗建中末年，官至镇海节度兵马使。參與平定李希烈，进封祁连郡王。贞元初年，入朝为右神策军将。贞元四年（788年），擔任河阳团练使，赐名李元淳，加怀州刺史。贞元十二年（796年），擢昇為检校工部尚书、河阳节度使。贞元十五年（799年），轉任昭义节度使。开屯田六十余所，增加军糧。贞元二十年（804年），去世。